# Cultura di Longshan

L'area di estensione della Cultura di Longshan.

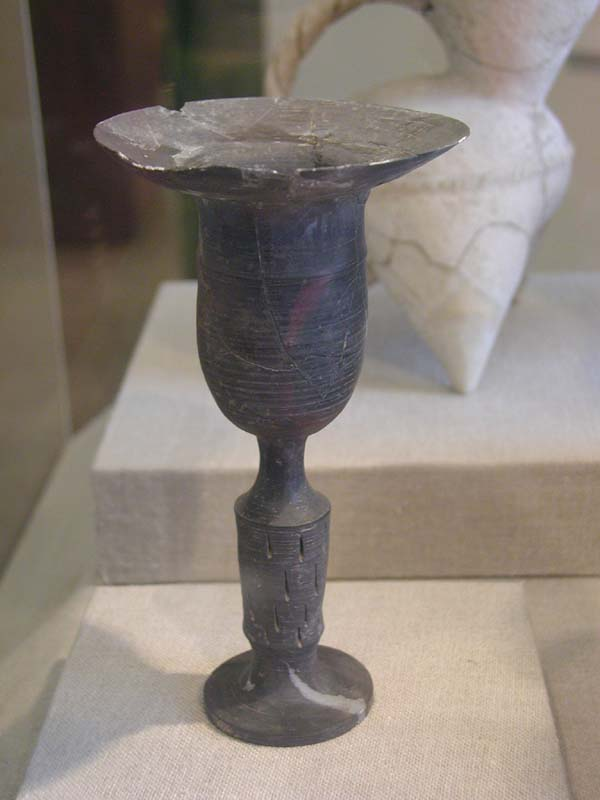
Vasellame a parete sottile (a guscio d'uovo) della cultura di Longshan.

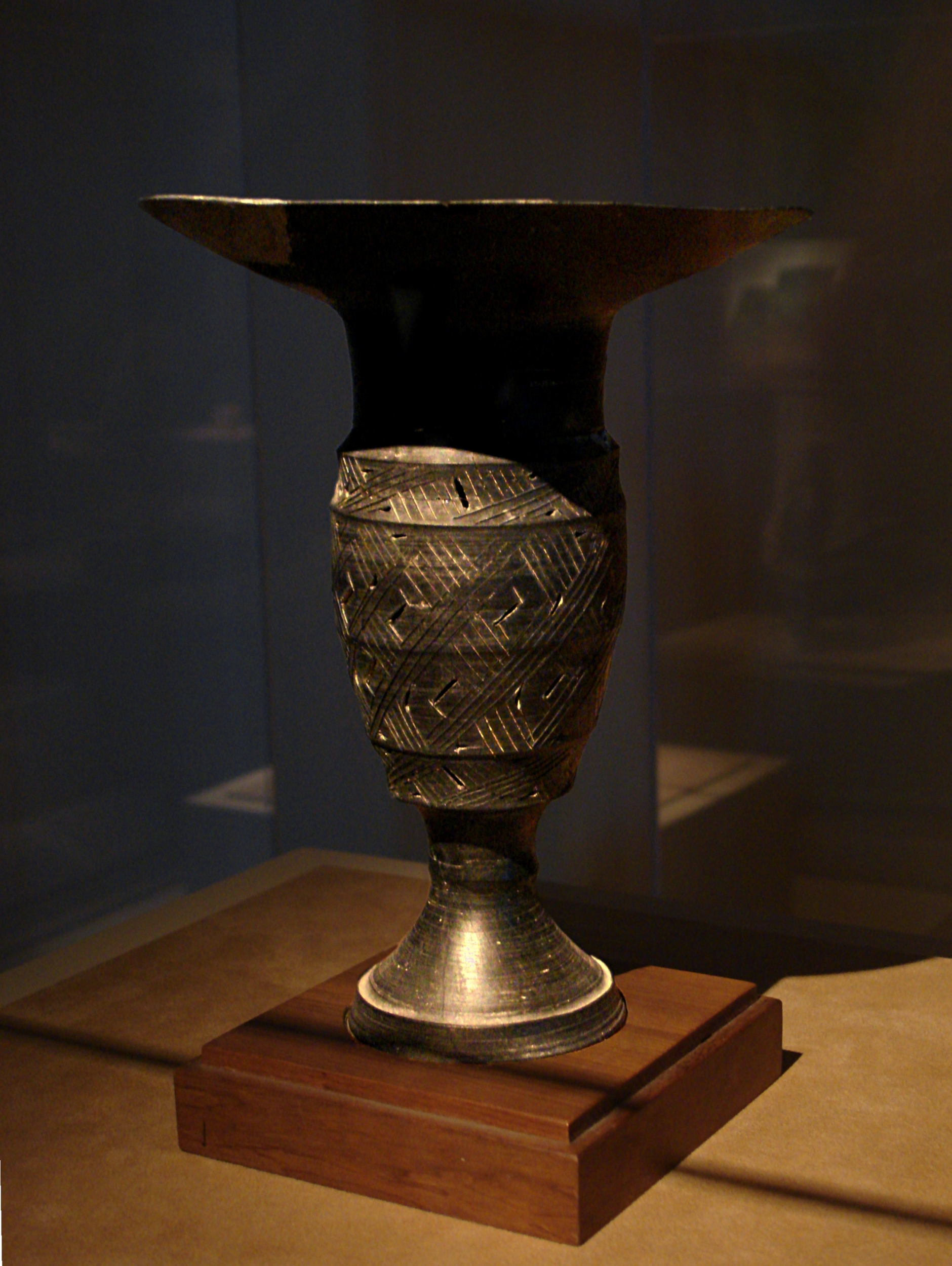
Vasellame della cultura di Longshan.

La cultura di Longshan (龍山文化T, Lóngshān wénhuàP) fu una cultura che attraversò il tardo Neolitico in Cina, sviluppatasi nel medio e basso Fiume Giallo fra il 3000 e il 2000 a.C. La cultura di Longshan è così denominata da Longshan, Jinan orientale, nella provincia di Shandong, il primo sito archeologico relativo a questa cultura.

## Caratteristiche
La caratteristica distintiva della cultura di Longshan è l'alto livello raggiunto nella manifattura del vasellame, compreso l'uso del tornio. Il vasellame è tipicamente nero e lucido, con pareti sottili, e per questo è detto a guscio d'uovo. Questo tipo di vasellame è stato rinvenuto anche nella valle del fiume Yangtze e sulla costa sud-orientale della Cina, a dimostrazione dell'espansione della cultura di Longshan.
Con la cultura di Longshan appaiono le prime città, con mura di argilla pisé e fossati; il sito di Taosi è il più grande insediamento fortificato della cultura di Longshan rinvenuto fino ad oggi.
La coltivazione del riso si era ormai ampiamente diffusa. Nel periodo della cultura di Longshan erano già praticati anche l'allevamento del baco da seta e la conseguente produzione della seta.
La popolazione neolitica della Cina raggiunse il suo massimo durante la cultura di Longshan, e verso la fine diminuì improvvisamente. A questo corrispose anche la scomparsa del vasellame nero di alta qualità nei ritrovamenti funebri.
Da alcuni frammenti ritrovati negli insediamenti, si pensa che gli abitanti utilizzassero un metodo di divinazione basato sull'interpretazione delle screpolature che si formavano nelle ossa del bestiame quando venivano riscaldate dal fuoco.

Undici caratteri provenienti da cocci di vasellame della cultura di Longshan, trovati a Dinggong nello Shandong.

## Periodizzazione
Il primo periodo della cultura di Longshan è compreso tra il 3000 e il 2600 a.C., mentre il periodo compreso tra il 2600 e 2000 a.C. viene considerato come il tardo Longshan.
Molte regioni della Cina furono coinvolte dai vari periodi della cultura di Longshan, soprattutto nella sua fase tarda. I tratti intermedi del corso del Fiume Jing e del Fiume Wei, mostrano insediamenti noti come Shaanxi Longshan. La valle del fiume Wei in particolare ha preso parte agli eventi storici fondamentali della storia cinese dal momento che il tratto settentrionale della Via della seta passava in quest'area.